# 愛麗絲·妙麗葉兒·威廉森
愛麗絲·妙麗葉兒·威廉森（英語： Alice Muriel Williamson，1869年—1933年9月24日）是一位美國和英國小說家，她在婚後使用C·N·威廉森夫人 （英語：Mrs. C. N. Williamson）的筆名。

## 生平
愛麗絲·妙麗葉兒·李文斯頓（Alice Muriel Livingston）在美國紐約波啟浦夕市出生，父親的名字是馬克·李文斯頓。愛麗絲在年輕時來到英格蘭。1894年，在抵達英格蘭後不久，她嫁給了當時是雜誌編輯的查爾斯·諾里斯·威廉森，查爾斯是她的第一位編輯。她有許多作品是與她的丈夫共同寫作的，婚後她自稱自己是C·N·威廉森夫人。他們的部分小說涵蓋了早期的汽車駕駛，也可以被解讀為旅行遊記。
她以愛麗絲·史塔維森（Alice Stuyvesant）的筆名寫作了《密室》（The Hidden House），並在1913年12月13日、12月20日、12月27日和1914年1月3日、1月10日在《The Cavalier》上連載。
愛麗絲曾明確地評價她丈夫：「查理·威廉森可以做這世界上的任何事，除了寫故事以外。」而對於她自己的評價則是：「我沒辦法做除了寫故事以外的任何事。」1920年查爾斯過世後，她仍然繼續寫作。

## 著作
- 1898年《灰衣婦人》【A·M·威廉森】（A Woman in Grey）【A.M.Williamson】
- 1901年《古怪的弗里特伍德》【C·N·威廉森】（The Eccentricity of Fleetwood）【C.N.Williamson】1901年8月史特蘭雜誌
- 貝蒂小姐系列
  - 1905年《貝蒂小姐穿越海洋》【C·N·威廉森】（Lady Betty Crosses the Ocean）【C.N.Williamson】1905年10月淑女家庭雜誌
  - 1906年《貝蒂小姐穿越水》【C·N·威廉森】（Lady Betty Across the Water）【C.N.Williamson】
  - 1906年《貝蒂小姐逃走了》【C·N·威廉森】（Lady Betty Runs Away）【C.N.Williamson】1906年1月淑女家庭雜誌
  - 1906年《貝蒂小姐一個真正的英國聖誕節》【C·N·威廉森】（A Real English Christmas with Lady Betty）【C.N.Williamson】1906年12月淑女家庭雜誌
- 公主系列
  - 1904年《公主的通行證》【C·N·威廉森】（The Princess Passes）【C.N.Williamson】[2]1904年10月-11月大都市雜誌
  - 1906年《公主在維吉尼亞》【C·N·威廉森】（The Princess Virginia）【C.N.Williamson】1906年10月、12月淑女家庭雜誌
  - 1907年《公主在維吉尼亞》【C·N·威廉森】（The Princess Virginia）【C.N.Williamson】1907年1月淑女家庭雜誌
- 避雷針系列
  - 1905年《避雷針》【C·N·威廉森】（The Lightning Conductor）【C.N.Williamson】
  - 1916年《避雷針夫人》【C·N·威廉森】（The Lightning Conductress）【C.N.Williamson】
  - 1933年《避雷針歸來》【C·N·威廉森】（The Lightning Conductor Comes Back）【A.M.Williamson】
- 1906年《私人司機與年長女伴》【C·N·威廉森】（The Chauffeur and the Chaperon）【C.N.Williamson】1906年10月
- 1906年《我的灰姑娘公主》【A·M·威廉森】（My Lady Cinderella）【A.M.Williamson】
- 1906年《迷迭香，一個聖誕節的故事》【A·M·威廉森】（Rosemary, A Christmas story）【A.M.Williamson】
- 1907年《汽車的命運》【C·N·威廉森】（The Car of Destiny）【C.N.Williamson】
- 1907年《波多女伴》【C·N·威廉森】（The Botor Chaperon）【C.N.Williamson】1906年8月-12月和1907年1月在大雜誌上連載
- 1910年《汽車女傭》【C·N·威廉森】（The Motor Maid）【C.N.Williamson】[3]
- 1911年《禁止的花》【C·N·威廉森】（Flower Forbidden）【C.N.Williamson】
- 1912年《海瑟之月》【C·N·威廉森】（The Heather Moon）【C.N.Williamson】
- 1913年《冠軍：一輛汽車的故事》【C·N·威廉森】（Champion: The Story of a Motor Car）【C.N.Williamson】
- 1913年《冒險港》【C·N·威廉森】（The Port of Adventure）【C.N.Williamson】[4]
- 1913年《密室》【愛麗絲·史塔維森】（The Hidden House）【Alice Stuyvesant】
- 1913年《愛海盜》【C·N·威廉森】（The Love Pirate）【C.N.Williamson】
- 1914年《商店女孩》【C·N·威廉森】（The Shop-Girl）【C.N.Williamson】1914年7月孟西斯雜誌
- 1915年《愛樹木》【C·N·威廉森】（The Love Trees）【C.N.Williamson】1915年12月孟西斯雜誌
- 1915年《從喬利埃特來的男人》【C·N·威廉森】（The Man from Joliet）【C.N.Williamson】1915年8月孟西斯雜誌
- 1916年《戰爭婚禮》【C·N·威廉森】（The War Wedding）【C.N.Williamson】
- 1916年《這個女人給這個男人》【C·N·威廉森】（This Woman to This Man）【C.N.Williamson】1916年4月29日、5月13日所有故事週刊
- 1918年《獅子的老鼠》【C·N·威廉森】（The Lion's Mouse）【C.N.Williamson】1918年2月-8月在孟西斯雜誌上連載
- 1920年《第二把門閂鑰匙》【C·N·威廉森】（The Second Latchkey）【C.N.Williamson】[5]
- 1921年《貝瑞去蒙地卡羅》【C·N·威廉森】（Berry Goes to Monte Carlo）【C.N.Williamson】
- 1924年《秘金》【C·N·威廉森】（Secret Gold）【C.N.Williamson】1924年10月11日鄉紳
- 1925年《一個女人試圖和我丈夫偷情》【C·N·威廉森】（A Woman Tried to Steal My Husband）【C.N.Williamson】1925年10月國際性
- 1925年《安妮的宣傳》【C·N·威廉森】（Publicity for Anne）【C.N.Williamson】1925年12月19日
- 1927年《憎恨的蜜月》【C·N·威廉森】（Honeymoon Hate）【C.N.Williamson】1927年7月9月-16日星期六晚報
- 1927年《穿著洋裝的少女》【C·N·威廉森】（The Girl with One Dress）【C.N.Williamson】1927年7月電影雜誌
- 1929年《公爵夫人，表現！》【C·N·威廉森】（Duchess, Behave!）【C.N.Williamson】1929年7月五本小說月報
- 1929年《海能告訴一切》【C·N·威廉森】（The Sea Could Tell）【C.N.Williamson】1904年、1929年10月五本小說月報
- 1930年《安·亞瑟事件》【C·N·威廉森】（The Case of Ann Arthur）【C.N.Williamson】1930年5月五本小說月報
- 1930年《護照》【C·N·威廉森】（Passport）【C.N.Williamson】1930年9月五本小說月報
- 1931年《墨色小徑》【C·N·威廉森】（The Inky Way）【A.M.Williamson】
- 1931年《用紅筆殺人》【C·N·威廉森】（The Red Pen Murder）【C.N.Williamson】1931年1月五本小說月報
- 1931年《虎騎》【C·N·威廉森】（Tiger Ride）【C.N.Williamson】1931年6月五本小說月報
- 1931年《關於谷田的真相》【C·N·威廉森】（The Truth About Tanita）【C.N.Williamson】1931年9月五本小說月報
- 1931年《沉默之家》【C·N·威廉森】（The House of Silence）【C.N.Williamson】1931年12月五本小說月報
- 1932年《名字叫什麼？》【C·N·威廉森】（What’s in a Name?）【C.N.Williamson】1932年5月14日新展示秀
- 1932年《鑽石密碼》【C·N·威廉森】（The Diamond Code）【C.N.Williamson】1932年5月五本小說月報
- 1932年《地下組織》【C·N·威廉森】（The Underground Syndicate）【C.N.Williamson】1910年、1932年7月五本小說月報
- 1932年《灰衣夫人》【C·N·威廉森】（The Lady in Gray）【C.N.Williamson】1932年9月五本小說月報
- 1932年《殺人屋》【C·N·威廉森】（The Murder House）【C.N.Williamson】1932年10月五本小說月報
- 1932年《在門之間》【C·N·威廉森】（The Door Between）【C.N.Williamson】1932年12月五本小說月報
- 1933年《漆黑的房間》【C·N·威廉森】（The Darkened Room）【C.N.Williamson】1933年4月五本小說月報
- 1933年《約翰勳爵》【C·N·威廉森】（Lord John）【C.N.Williamson】1933年7月大船

## 翻譯
她的神秘小說《灰衣婦人》被黑岩淚香在1901年翻譯並改寫成日本版，標題也改為《幽靈塔》（Ghost Tower）），之後幽靈塔被江戶川亂步經黑岩同意再次改寫為自己的版本。

## 外部連結
- A.M.Williamson's Author Record - Project Gutenberg Europe[永久]
- C.N.Williamson's Author Record - Project Gutenberg Europe[永久]
- Online Books by Alice Muriel Williamson, 1869-1933) （页面存档备份，存于）
- Sep 24 - Author Anniversaries
- Alice Muriel Williamson的作品  - 古騰堡計劃
- Works by Alice Muriel Williamson at the FictionMags' Index
- Public domain audio books of works by Alice Muriel Williamson （页面存档备份，存于） at Librivox （页面存档备份，存于）